# جو فيرغسون (لاعب كرة قاعدة)
جو فيرغسون (بالإنجليزية: Joe Ferguson)‏ هو لاعب كرة قاعدة أمريكي، ولد في 19 سبتمبر 1946 في سان فرانسيسكو في الولايات المتحدة.

## وصلات خارجية
- جو فيرغسون على موقعبيزبول رفرنس.كوم (الدوري الرئيسي) (الإنجليزية)
- جو فيرغسون على موقعبيزبول رفرنس.كوم (الدوري الثانوي) (الإنجليزية)
- جو فيرغسون على موقع مشجعي الرسوم البيانية (الإنجليزية)